# Liste der Baudenkmale in Sieversdorf-Hohenofen
In der Liste der Baudenkmale in Sieversdorf-Hohenofen sind alle Baudenkmale der brandenburgischen Gemeinde Sieversdorf-Hohenofen und ihrer Ortsteile aufgelistet. Grundlage ist die Veröffentlichung der Landesdenkmalliste mit dem Stand vom 31. Dezember 2020.

## Baudenkmale in den Ortsteilen
In den Spalten befinden sich folgende Informationen:
- ID-Nr.: Die Nummer wird vom Brandenburgischen Landesamt für Denkmalpflege vergeben. Ein Link hinter der Nummer führt zum Eintrag über das Denkmal in der Denkmaldatenbank. In dieser Spalte kann sich zusätzlich das Wort Wikidata befinden, der entsprechende Link führt zu Angaben zu diesem Denkmal bei Wikidata.
- Lage: die Adresse des Denkmales und die geographischen Koordinaten. Link zu einem Kartenansichtstool, um Koordinaten zu setzen. In der Kartenansicht sind Denkmale ohne Koordinaten mit einem roten beziehungsweise orangen Marker dargestellt und können in der Karte gesetzt werden. Denkmale ohne Bild sind mit einem blauen bzw. roten Marker gekennzeichnet, Denkmale mit Bild mit einem grünen beziehungsweise orangen Marker.
- Bezeichnung: Bezeichnung in den offiziellen Listen des Brandenburgischen Landesamtes für Denkmalpflege. Ein Link hinter der Bezeichnung führt zum Wikipedia-Artikel über das Denkmal.
- Beschreibung: die Beschreibung des Denkmales
- Bild: ein Bild des Denkmales und gegebenenfalls einen Link zu weiteren Fotos des Baudenkmals im Medienarchiv Wikimedia Commons

### Hohenofen
| ID-Nr.   | Lage                        | Bezeichnung | Beschreibung | Bild |
| -------- | --------------------------- | --- | --- | --- |
| 09170547 | Neustädter Straße (Lage)    | Dorfkirche (Schul- und Bethaus) | Die evangelische Kirche stammt aus dem Jahre 1802. Der Ostteil der Kirche wurde Ende des 19. Jahrhunderts als Schule genutzt. | Dorfkirche (Schul- und Bethaus) |
| 09170957 | Neustädter Straße 25 (Lage) | Papierfabrik, bestehend aus Hauptgebäude, „Lumpenhaus“ mit Lorenbühne, Kontorgebäude und Klärturm sowie die in den Gebäuden befindlichen Maschinen und Anlagen (16 Holländer, diverse Kollergänge, drei Bleichholländer, zwei genietete Transporthunte, zwei Vorratsbütten mit Misch- und Rührwerk, diverse Schalttafeln und Messinstrumente sowie Transmissionen und Rohrleitungen) | | Papierfabrik, bestehend aus Hauptgebäude, „Lumpenhaus“ mit Lorenbühne, Kontorgebäude und Klärturm sowie die in den Gebäuden befindlichen Maschinen und Anlagen (16 Holländer, diverse Kollergänge, drei Bleichholländer, zwei genietete Transporthunte, zwei Vorratsbütten mit Misch- und Rührwerk, diverse Schalttafeln und Messinstrumente sowie Transmissionen und Rohrleitungen) |

### Sieversdorf
| ID-Nr.   | Lage                 | Bezeichnung | Beschreibung | Bild           |
| -------- | -------------------- | ----------- | --- | -------------- |
| 09170704 | Dorfstraße (Lage)    | Dorfkirche  | Die evangelische Dorfkirche wurde in der Zeit von 1740 bis 1748 erbaut, der Turm kam 1820 hinzu. Es ist ein Saalbau, der Turm hat einen quadratischen Westturm. Die Orgel stammt aus dem Jahre 1752. Weiter befinden sich zwei Epitaphien für Johann Eberhard Stifft und seine Ehefrau in der Kirche. | weitere Bilder |
| 09170698 | Dorfstraße 2 (Lage)  | Wohnhaus    | Das Fachwerkhaus Dorfstraße 2 entstand gegen Ende des 18. Jahrhunderts. | Wohnhaus       |
| 09170699 | Dorfstraße 3 (Lage)  | Wohnhaus    | | Wohnhaus       |
| 09170700 | Dorfstraße 4 (Lage)  | Wohnhaus    | | Wohnhaus       |
| 09170701 | Dorfstraße 5 (Lage)  | Wohnhaus    | | Wohnhaus       |
| 09170703 | Dorfstraße 7 (Lage)  | Wohnhaus    | Das Fachwerkhaus stammt aus dem Ende des 18. Jahrhunderts. | Wohnhaus       |
| 09170695 | Dorfstraße 15 (Lage) | Wohnhaus    | | Wohnhaus       |
| 09170696 | Dorfstraße 61 (Lage) | Wohnhaus    | | Wohnhaus       |
| 09170697 | Dorfstraße 63 (Lage) | Wohnhaus    | | Wohnhaus       |